# Ingolf Schanche
Ingolf Schanche (13 de junio de 1877 - 15 de abril de 1954) fue un actor y director teatral noruego. Con una carrera desarrollada principalmente en el Teatro nacional de Oslo, fue el primer director artístico del Det Nye Teater.

## Biografía
Su nombre completo era Ingolf Findregaard Schanche, y nació en Bergen, Noruega, siendo sus padres Christian Fredrik Grøner Schanche (1847–1918) y Ida P. M. Larsen (1848–1896). Era familiar lejano de Jens Schanche y Herman Garmann Schanche. 

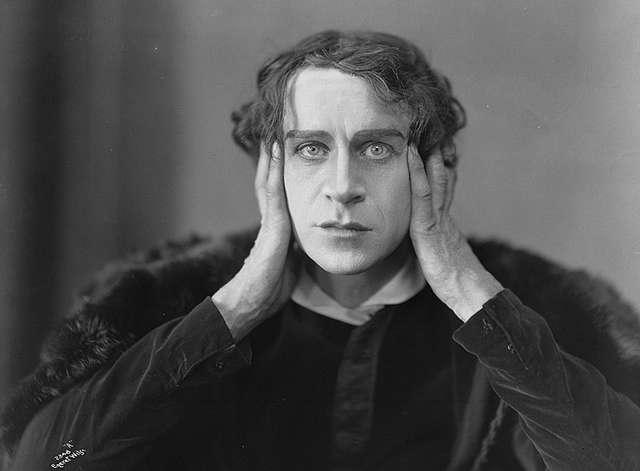
Ingolf Schanche como Hamlet

Debutó sobre los escenarios en 1897 en el teatro de Bergen Den Nationale Scene, actuando en la obra de Peter Egge Stridsmænd. Actuó dos temporadas en dicho teatro. Se asoció con Ludovica Levy y Dore Lavik en el teatro de la pareja en Oslo, el Sekondteatret, desde inicios de 1899. Al siguiente año trabajó en el Centralteatret, y después en el Fahlstrøms Teater. En 1905 empezó a colaborar con el Teatro nacional, en el cual siguió hasta 1928, cuando pasó a actuar y dirigir en el Det Nye Teater, centro inaugurado en 1929. Desde 1931 a 1942 actuó otra vez en el Teatro nacional. 
Desde 1913 Schanche actuó también en varias películas. La primera, dirigida por Carl Gandrup, fue la cinta muda Under Kniven. Su última producción cinematográfica fue la sueca Mot nya tider, dirigida en 1939 por Sigurd Wallén.
En los años 1920 a menudo actuó como invitado en teatros de Helsinki, Estocolmo y Copenhague. Entre sus papeles figuran el de Conde Danilo en La viuda alegre (de Franz Lehár), diversos personajes de Henrik Ibsen, el Paul Lange de Bjørnstjerne Bjørnson, y Fedja en la pieza de León Tolstói Det levende lik. Sin embargo, alcanzó lo más alto de su carrera con su papel de Hamlet, de Shakespeare, que interpretó por vez primera en 1921.
Schanche fue miembro honorario del sindicato Teaterförbundet. Además, fue nombrado Caballero de la sueca Orden de Vasa, y Caballero de primera clase de la Orden de San Olaf en 1937.
Ingolf Schanche falleció en Oslo en 1954. Se había casado con la actriz Ragnhild Fredriksen (1882–1963) en Oslo el 11 de julio de 1905.